# Garbagnate Monastero
Garbagnate Monastero là một đô thị trong tỉnh Lecco, trong vùng Lombardia của Ý, cự ly khoảng 35 km về phía đông bắc của Milan và khoảng 12 km về phía tây nam của Lecco. Vào 31 tháng 12 năm 2004, đô thị này có dân số 2.309 người và diện tích là 3,5 km².
Garbagnate Monastero giáp các đô thị: Barzago, Bulciago, Costa Masnaga, Molteno, Sirone.